# Echinocactus texensis
Echinocactus texensis är en kaktusväxtart som beskrevs av Carl Hopffer. Echinocactus texensis ingår i släktet Echinocactus och familjen kaktusväxter. Inga underarter finns listade i Catalogue of Life.

## Bildgalleri

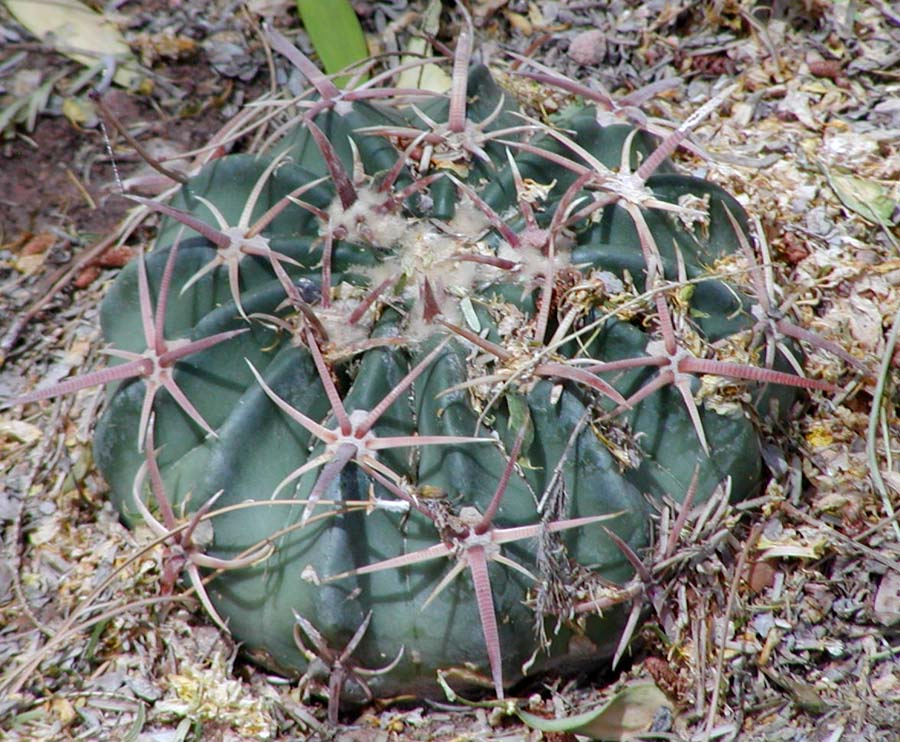
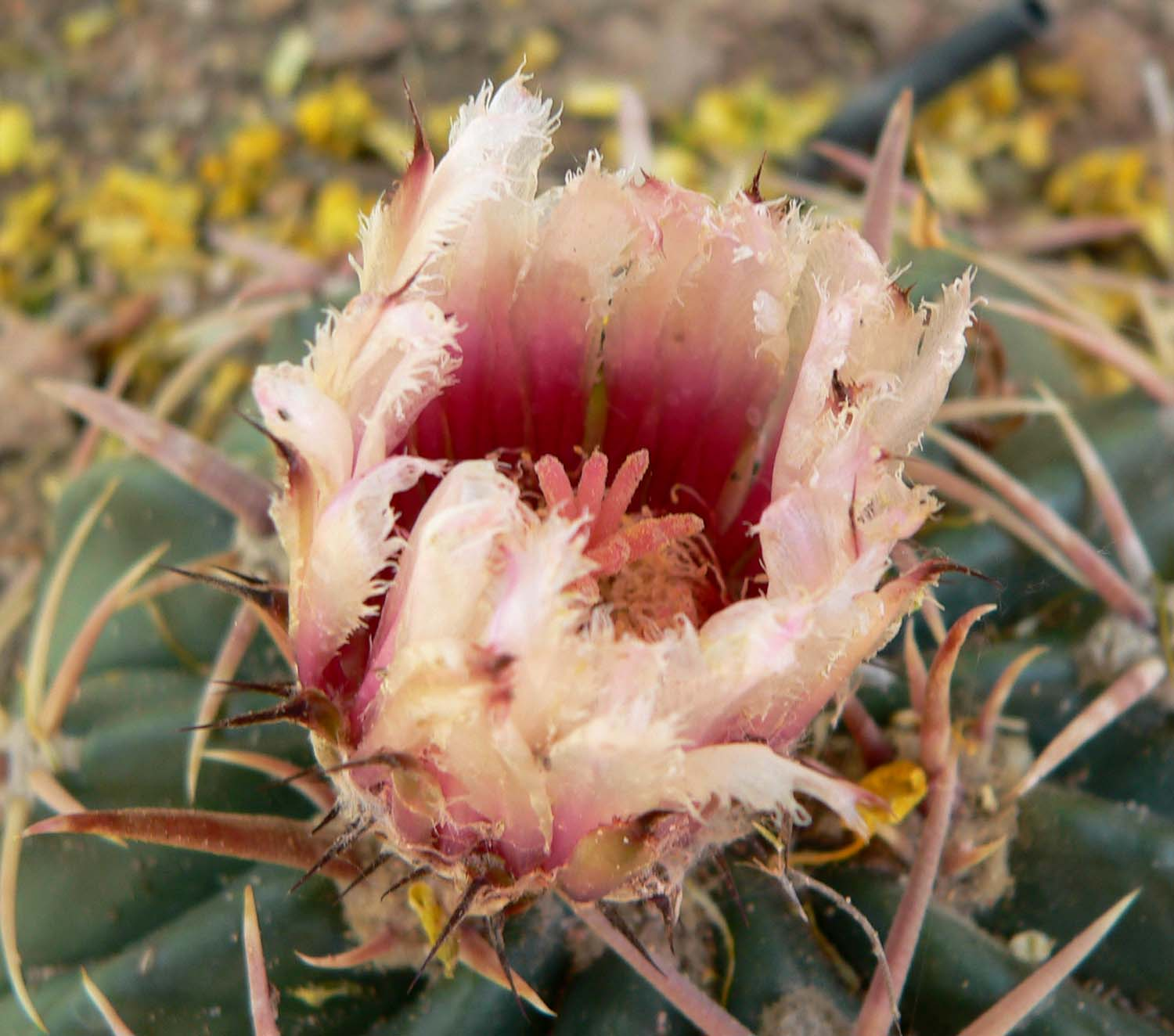
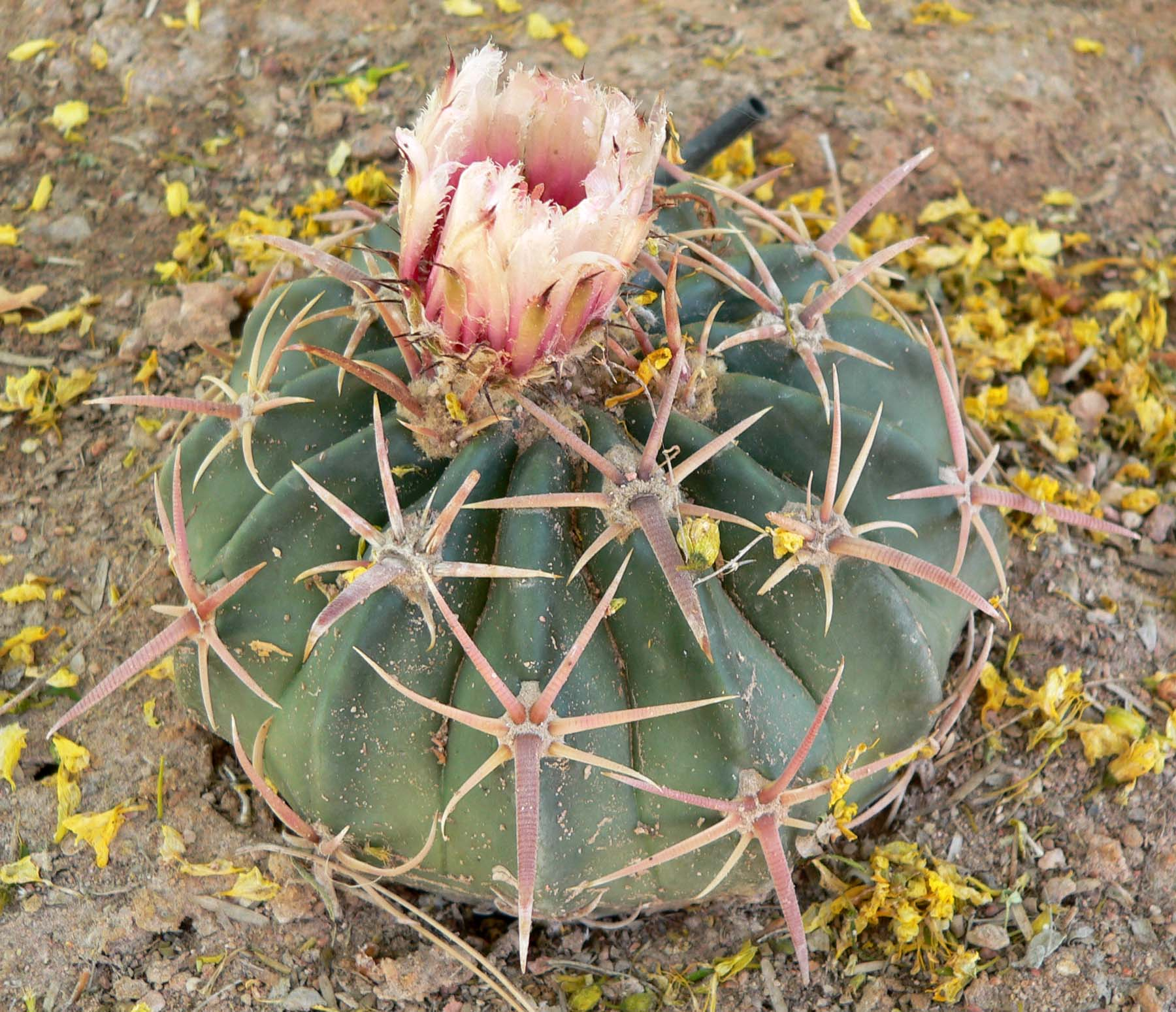
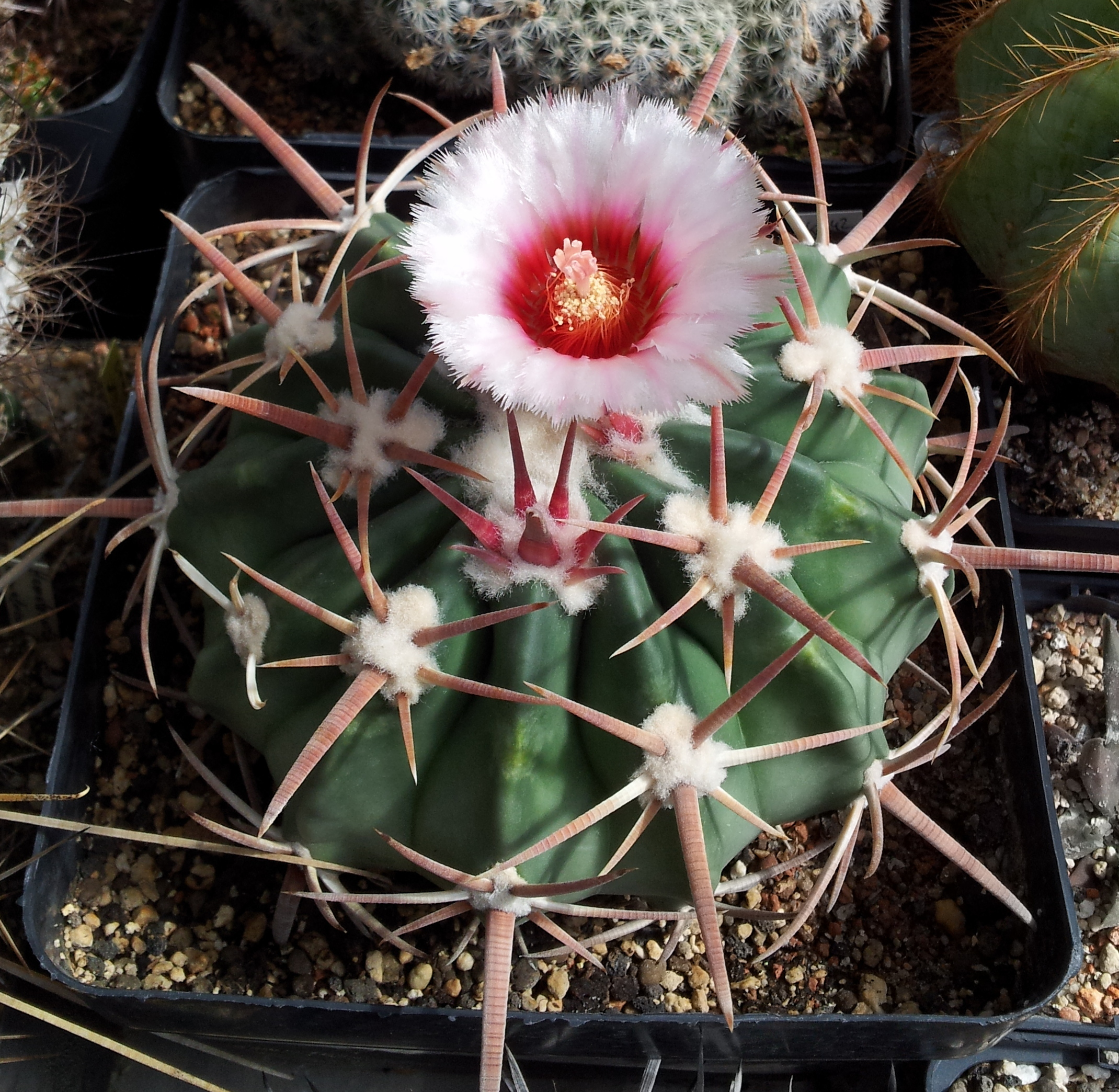
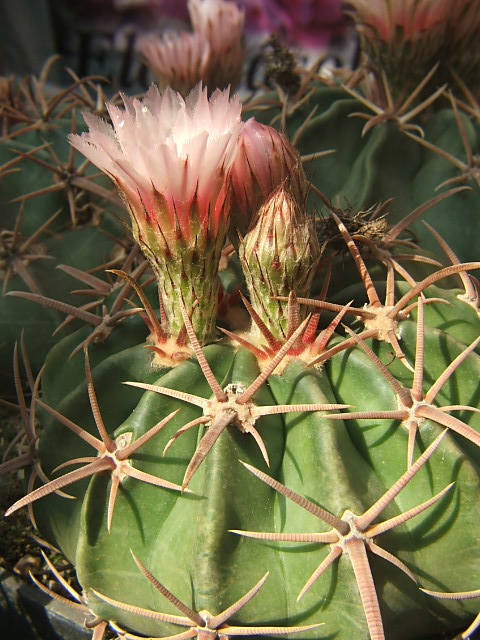
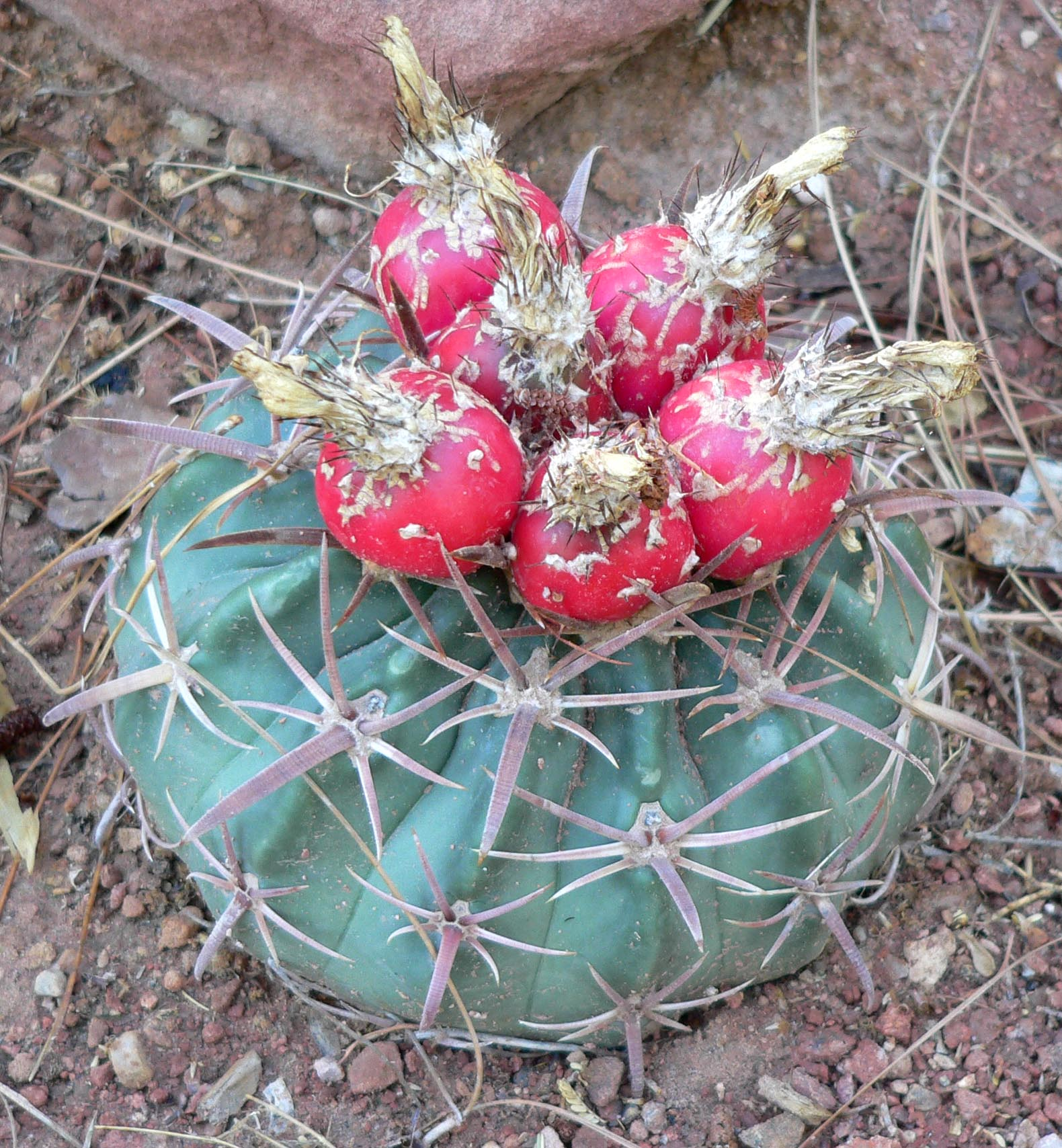